# Sertularella undulitheca
Sertularella undulitheca is een hydroïdpoliep uit de familie Sertulariidae. De poliep komt uit het geslacht Sertularella. Sertularella undulitheca werd in 1959 voor het eerst wetenschappelijk beschreven door Vervoort. 